# Park kieszonkowy

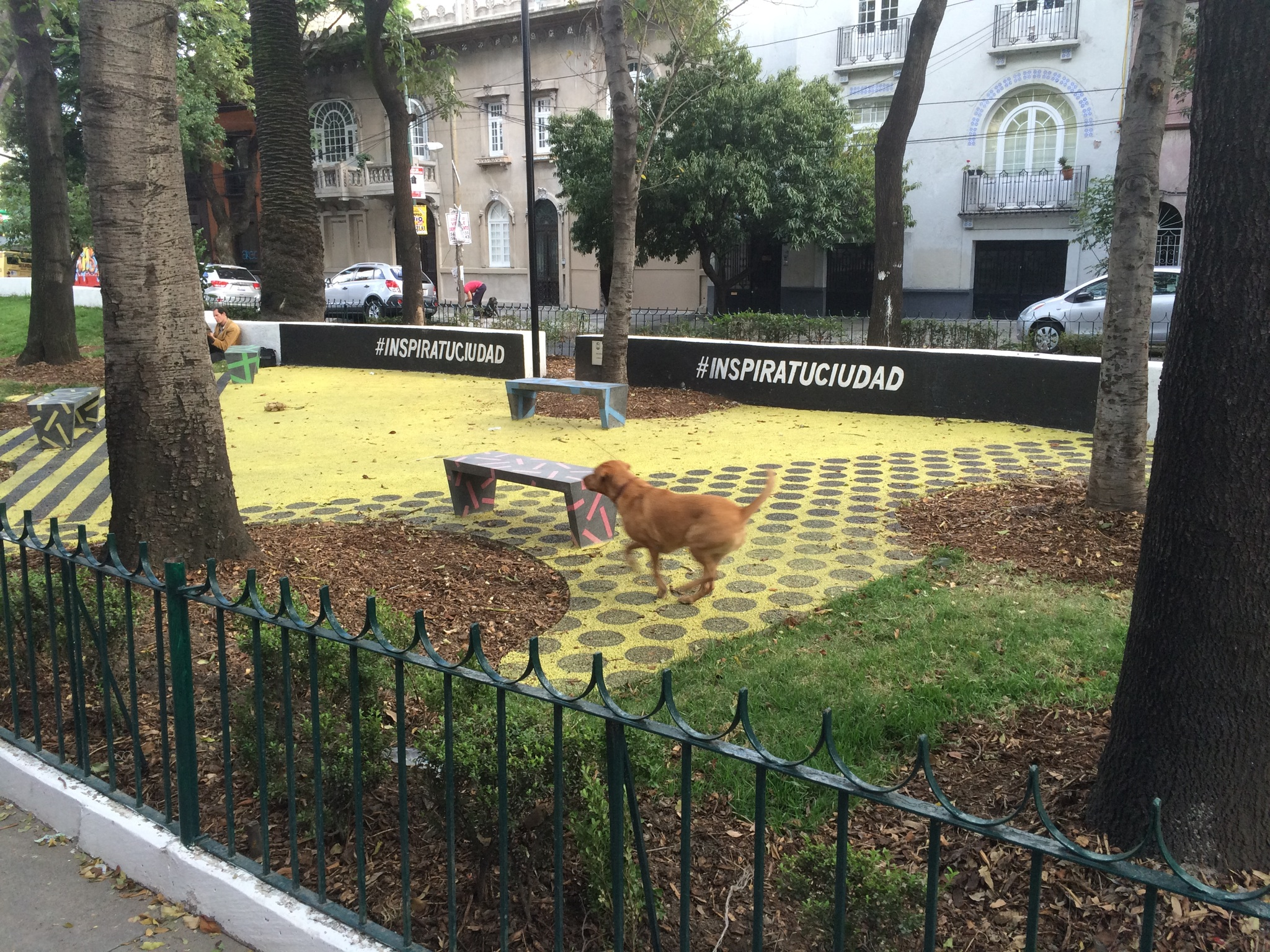
Jardín Edith Sánchez Ramírez park kieszonkowy w Meksyku, osiedle Colonia Roma

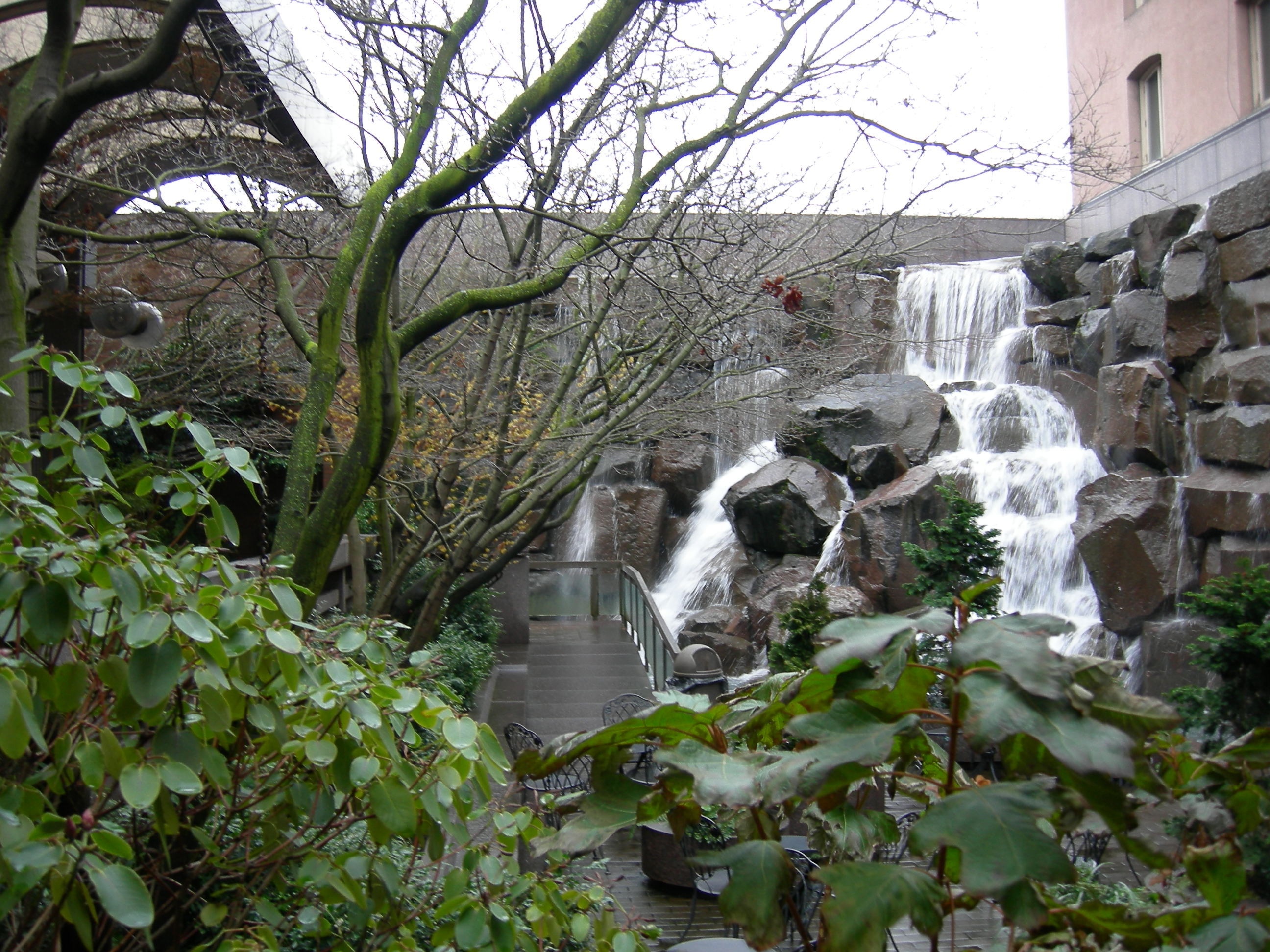
Waterfall Garden Park, Pioneer Square, Seattle w stanie Waszyngton

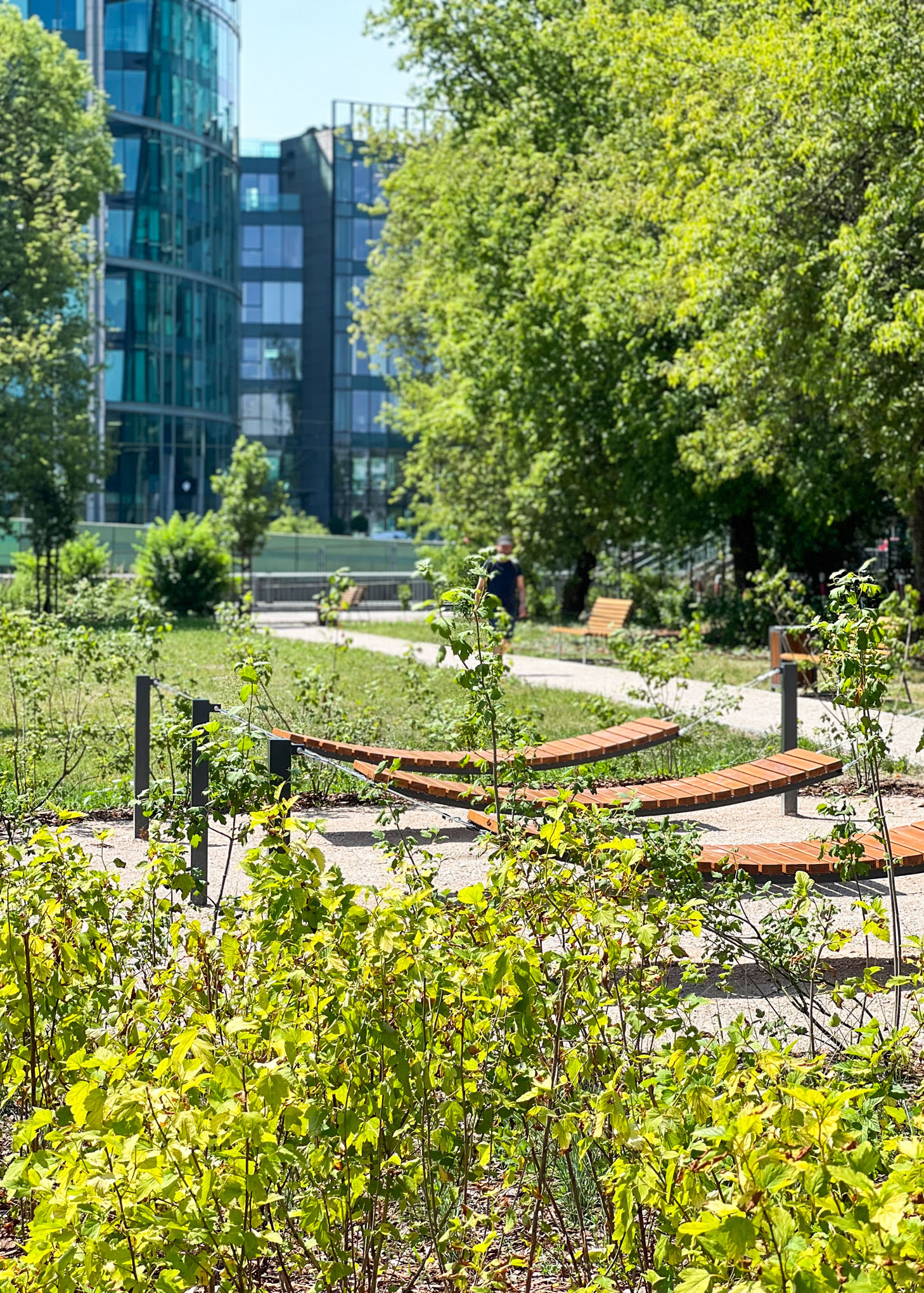
Park kieszonkowy znajdujący się przy rondzie Unii Europejskiej w Warszawie

Park kieszonkowy (ang. pocket park, także parkette, mini-park, vest-pocket park, vesty park) – publicznie dostępny niewielkich rozmiarów park. Za maksymalny rozmiar takiego zieleńca uważa się 5000 m².

## Położenie
Parki kieszonkowe są często tworzone na pojedynczej małej niezabudowanej działce lub na niewielkim fragmencie gruntu o nieregularnym kształcie między działkami budowlanymi. Mogą być również tworzone jako składnik nieruchomości w ramach większych projektów deweloperskich na podstawie wymagań miejscowego planu zagospodarowania przestrzennego. Park kieszonkowy stanowi swoistą enklawę w mniej lub bardziej zwartej zabudowie.

## Nazwa
Określenie park kieszonkowy, będące dosłownym tłumaczeniem angielskiego zwrotu, zadomowiło się już w języku polskim. To naturalne zważywszy na fakt, że sama koncepcja zakładania mini-parków wywodzi się ze Stanów Zjednoczonych, a konkretnie z ich najbardziej zurbanizowanych regionów.

## Przeznaczenie
Parki kieszonkowe mogą być lokowane na terenach miejskich, przedmiejskich lub wiejskich, na gruncie publicznym bądź prywatnym. Jakkolwiek są zbyt małe dla większości form aktywności fizycznej, to umożliwiają kontakt z zielenią oraz miejsce, by usiąść, albo nawet się położyć na wolnym powietrzu; niekiedy zawierają mały plac zabaw dla dzieci. Mogą być tworzone wokół pomników, miejsc pamięci, rzeźb czy instalacji artystycznych. Według ich zwolenników parki kieszonkowe mają być urbanistyczną odpowiedzią na niedobór terenów zielonych w wielkich, gęsto zabudowanych miastach. Na całym świecie obserwuje się rosnącą popularność takiej formy wykorzystania przestrzeni. W niektórych przypadkach parki kieszonkowe są tworzone jako czasowa forma zagospodarowania terenu przeznaczonego pod inwestycje budowlane w dalszej kolejności.

## Względy ekonomiczne
W przestrzeniach wysoko zurbanizowanych, szczególnie śródmiejskich, gdzie ceny gruntów są bardzo wysokie, parki kieszonkowe są jedyną możliwością tworzenia nowych przestrzeni publicznych bez wielkoskalowych przebudów. W śródmieściach są często elementem planów rewitalizacji oraz tworzą możliwość znalezienia miejsca przez ptactwo, a nawet owady. Odmiennie niż w dużych parkach parki kieszonkowe są czasami zaprojektowane tak, aby były ogrodzone i zamknięte w czasie, gdy nie są używane.
Małe parki mogą podnosić wartość pobliskich mieszkań; w badaniach stwierdzono, iż „atrakcyjnie utrzymywane małe i średnie parki mają pozytywny wpływ na wartość sąsiadujących nieruchomości”.

## Historia
Jednym z pierwszych parków miejskich określanych obecnie mianem kieszonkowych jest Paley Park, położony w Nowym Jorku na Manhattanie, który wydzielono w 1967. Ma on powierzchnię 390 m², a jego atrakcją jest sztuczny wodospad, stanowiący ekran akustyczny.

## Parki kieszonkowe na świecie

### Australia

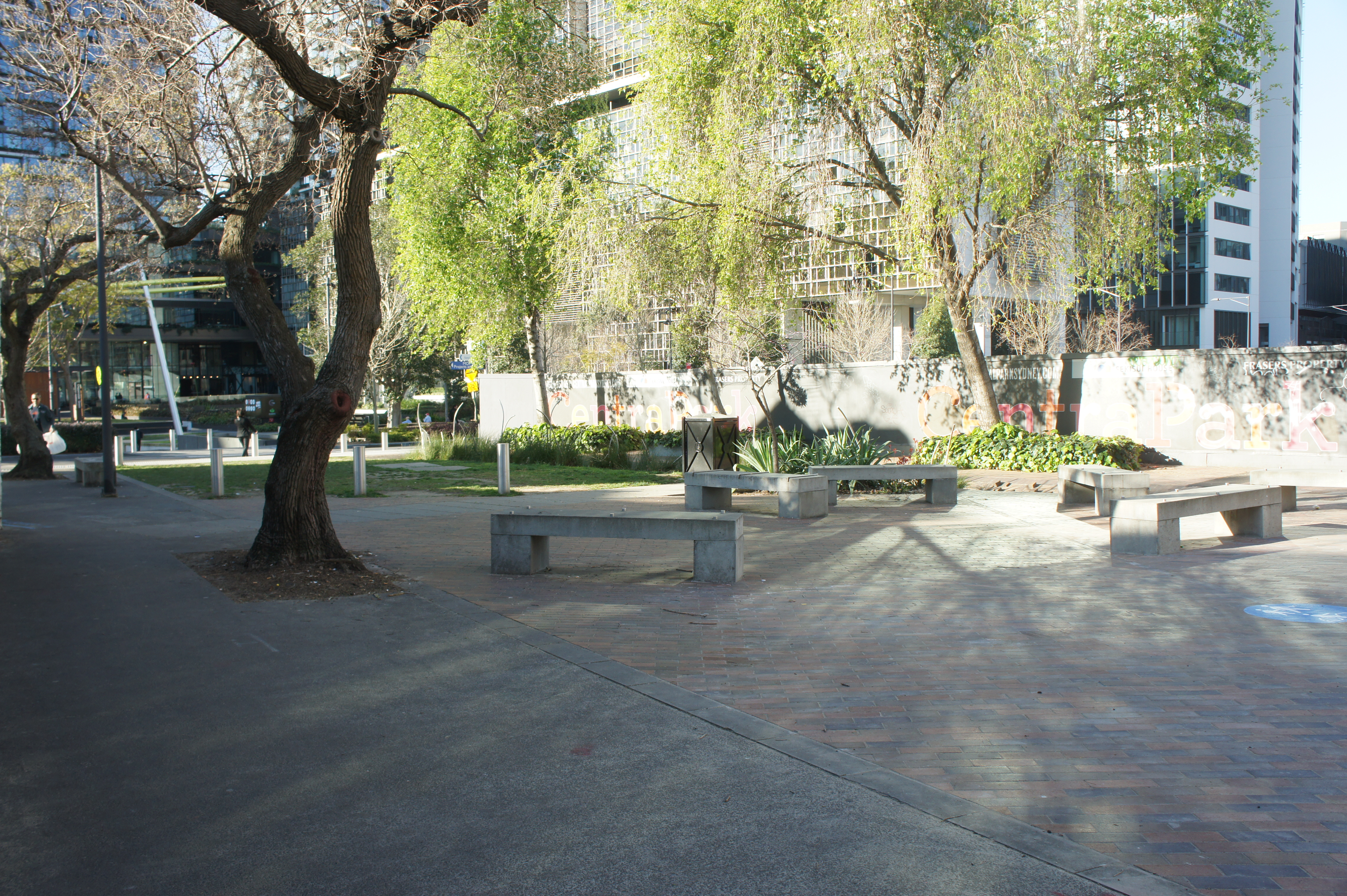
Park kieszonkowy na Balfour Street, Sydney

Parki kieszonkowe, takie jak Balfour Street Park w Sydney, mogą być tworzone z małych nieużytkowanych terenów będących własnością publiczną

### Chile
W Santiago de Chile pierwszy park kieszonkowy (plaza de bolsillo) został stworzony przed Pałacem La Moneda na Morandé Street. Była to inicjatywa Departamentu Architektury ministerstwa infrastruktury publicznej i rządu regionalnego Santiago.

### Meksyk
W Meksyku uruchomiono miejski program stworzenia do 150 parków kieszonkowych o powierzchni 400 m² lub mniejszej na wolnych działkach albo nawet na terenach będących częściami dużych skrzyżowań, takich jak Jardín Edith Sánchez Ramírez oraz Condesa pocket park.

### Polska
Pierwsze tereny, wobec których użyto nazwy park kieszonkowy zaplanowano w Polsce w 2016 roku w Krakowie (na Zabłociu w Dzielnicy XIII Podgórze) oraz w Łodzi (dzielnica Polesie). W 2019 otwarto park kieszonkowy w dzielnicy Wilanów w Warszawie, zrealizowany w ramach budżetu obywatelskiego.

### Wielka Brytania
W Wielkiej Brytanii w 1984 roku projekt zaangażowania lokalnej społeczności w tworzenie i utrzymanie małych lokalnych parków zaowocował powstaniem kilku parków kieszonkowych w Northamptonshire i był następnie rozwijany przez angielskie agendy oficjalne (Countryside Commission) w postaci kolejnych projektów.
W 2017 roku przygotowano pływający park kieszonkowy, który będzie zakotwiczony na jednym z kanałów żeglugowych Londynu – w dzielnicy Paddington.

### USA
W Columbus w stanie Ohio, Polaris Founder's Park został otwarty w 2011; umieszczono w nim 11-metrową rzeźbę poruszaną wiatrem.
W Los Angeles, gdzie wprowadzono restrykcje dotyczące odległości, w jakiej przestępcy seksualni mogą mieszkać od parku, samorządy lokalne zaplanowały trzy parki kieszonkowe, by doprowadzić do wyprowadzenia ze swojego terenu niepożądanych mieszkańców.